# 小林廉
小林 廉（こばやし れん、1996年10月22日 - ）は、日本の俳優である。千葉県出身。舞夢プロ所属。

## 人物
- 2006年東京スウィカの舞台に出演したことで実力を伸ばし2007年放送のフジテレビ系列テレビドラマ『はだしのゲン』で主人公・中岡元役を演じ、注目を集める。
- 合気道を8年間習っており青帯である（2018年現在）。

## 出演

### テレビドラマ
- マイ☆ボス マイ☆ヒーロー（2006年、日本テレビ）
- 占い師 天尽第4話（2007年、CBC）- ヒロシ（少年時代）役
- 風林火山（2007年、NHK）- 武田太郎 役
- はだしのゲン（2007年、フジテレビ）- 中岡元 役
- トヨタスペシャルドラマ 笑顔をくれた君へ〜女医と道化師の挑戦〜（2008年、フジテレビ）-  向井勇司 役
- おせん 第10話（2008年、日本テレビ）- 金池亮 役
- 14歳 〜千原ジュニアたった1人の闘い〜（2009年、テレビ東京）- 浩史（少年期） 役
- 少年時代（2009年6月21日、東海テレビ）- 主人公・畑中良平 役
- 坂の上の雲（2009年、NHK）- 秋山真之（少年期） 役
- 心の糸（2010年、NHK）大貫勇作 役
- 平清盛（2012年、NHK）- 平盛国（少年期） 役
- 八重の桜第46話（2013年1月 - 12月、NHK）- 内藤一雄 役
- 先に生まれただけの僕（2017年10月 - 12月 、日本テレビ） - 小川浩正 役

### 映画
- 信さん・炭坑町のセレナーデ（2010年）- 中岡信一（少年期） 役

### バラエティ
- たけしの日本教育白書第3弾 直前スペシャル（2007年、フジテレビ）たけし 役

### CM
- 山崎製パン ダブルソフト（2003年）
- 東海大学
- ニトリ リクライニングソファー「しあわせ家族」篇
- 三菱自動車
- 雪国まいたけ 雪国もやし ライブ乱入篇・親子激論篇（2006年）
- SECOM
- バンダイ Let's TV プレイ 〜ドラゴンボールZ2〜（2006年）
- バンプレスト ニンテンドーDS ドラグレイド 〜対戦格闘篇〜

### スチル
- 朝日新聞社 カンペキ中学受験2008（表紙）

### 舞台
- 皐月の天（2006年、劇団東京スウィカ如月公演）- 湯浅四季 役

### 携帯配信ドラマ
- 神児遊助のげんきのでる恋 第4話・第5話（2009年、Bee TV）- 健 役